# Banc otomà
El Banc Otomà (turc: Osmanlı Bankası), antigament Banc Otomà Imperial (turc otomà: Bank-ı Osmanî-i Şahane), fou un banc fundat el 1856 com a aliança d'empreses entre el Banque de Paris et des Pays-Bas, el govern otomà i diverses empreses britàniques. De les 135.000 accions inicials, 80.000 van ser comprades pel grup anglès, 50.000 pel francès i 5.000 van ser dels otomans.
Va rebre el nom de Banc Otomà Imperial entre el 1863 i el 1924, i va dur a terme les funció de banc central.
El juny de 1996, va ser venut al grup Doguş, i a partir de llavors la seva activitat bancària es va centrar a Turquia. El 2001, el Banc Otomà es va fusionar amb el Banc Garanti.